# Flughafen Sønderborg

i7
i11
i13
Der Flughafen Sønderborg (dänisch Sønderborg Lufthavn) ist ein Flughafen in Dänemark nahe der Stadt Sønderborg (deutsch Sonderburg). Sein Einzugsfeld umfasst hauptsächlich Süddänemark sowie den Norden Schleswig-Holsteins.

## Geschichte
Der Flughafen geht auf das Jahr 1950 zurück, als Ingolf Nielsen die Fläche des heutigen Flughafens als kleinen Landeplatz für Fotoflüge eröffnete, die er mit der Fluggesellschaft Sønderjyllands Flyveselskab durchführte. Dieses Datum wird oftmals als Eröffnungsdatum des Flughafens definiert. Ingolf Nielsen nahm 1957 die Fluglinie Sønderborg – Kopenhagen ins Programm auf, welche mit sehr kleinen Flugzeugen geflogen wurde.
In den 1960er Jahren wurde der Landeplatz zu einem Flughafen ausgebaut. So wurden 1960 Hangars gebaut und das Vorfeld asphaltiert. 1961 wurden Bauarbeiten für eine neue Start- und Landebahn aufgenommen, die 1964 mit einer Gesamtlänge von 900 Metern, davon auf 450 Meter in der Mitte asphaltiert, dem Betrieb übergeben wurde. 1965 wurde die asphaltierte Länge auf 800 Meter verlängert; 100 Meter blieben auf die beiden Start- und Landebahnenden verteilt unasphaltiert. Ab 1966 wurde der Flughafen mit regionalpolitischer Unterstützung zum Flughafen der Stadt Sønderborg ausgebaut. 1969 wurde der Flughafen nach diversen Ausbaumaßnahmen, darunter der Neubau vieler Flughafengebäude, offiziell als der Flughafen von Sønderborg mit einer Start- und Landebahnlänge von 1200 Meter eröffnet.
In den folgenden Jahrzehnten wurde der Flughafen vom zivilen Luftverkehr genutzt. Analog wurden immer wieder Erweiterungs- und Modernisierungsmaßnahmen unternommen. So wurde 1975 die Start- und Landebahn um weitere 300 auf 1500 Meter erweitert und in den 1990er Jahren weitere Hangars und eine neue Feuerwache gebaut. Im Jahr 2000 wurde die Start- und Landebahn auf die heutigen 1797 Meter verlängert. In den Folgejahren wurde ebenfalls der Wartungsbereich durch weitere Hangars erweitert, die Vorfelder erweitert und neue Passagiereinrichtungen errichtet. Heute wird der Flughafen zum Teil kommunal gehalten. Die Wartungszentren am Flughafen befinden sich in der Hand diverser privater Unternehmen.

## Flugverkehr
Derzeit besteht ab dem Flughafen nur eine regelmäßige Linienflugverbindung, die von Sønderborg in die dänische Hauptstadt Kopenhagen führt. Die Strecke wurde mehrmals täglich von der Fluggesellschaft Danish Air Transport (bis Mai 2012 Cimber Sterling) geflogen, zumeist mit Flugzeugen des Typs ATR 42 mit Platz für 46 Passagiere.
Die Strecke wurde von Danish Air Transport bereits am 27. Juli 2013 wieder eingestellt.
Seit dem 17. Juni 2013 fliegt somit die neu gegründete Fluggesellschaft Alsie Express, als einziger Betreiber, bis zu fünf Mal am Tag die Strecke Sønderborg-Kopenhagen-Sønderborg. Eingesetzt wird ein Flugzeug vom Typ ATR 72 mit aktuell 48 Sitzen.
Die Strecke ist aktuell (Stand März 2019) die einzige durch Alsie Express betriebene Route.
Die Bedarfsfluggesellschaft Air Alsie unterhält hier seit 1994 ein Wartungszentrum. Freizeitlich wird der Flughafen durch den Luftsportverein Alssund Flyveklub und dem Fallschirmspringerklub Faldskærmsklubben Sønderborg genutzt.